# Ceratitis
Ceratitis är ett släkte av tvåvingar. Ceratitis ingår i familjen borrflugor.

## Bildgalleri

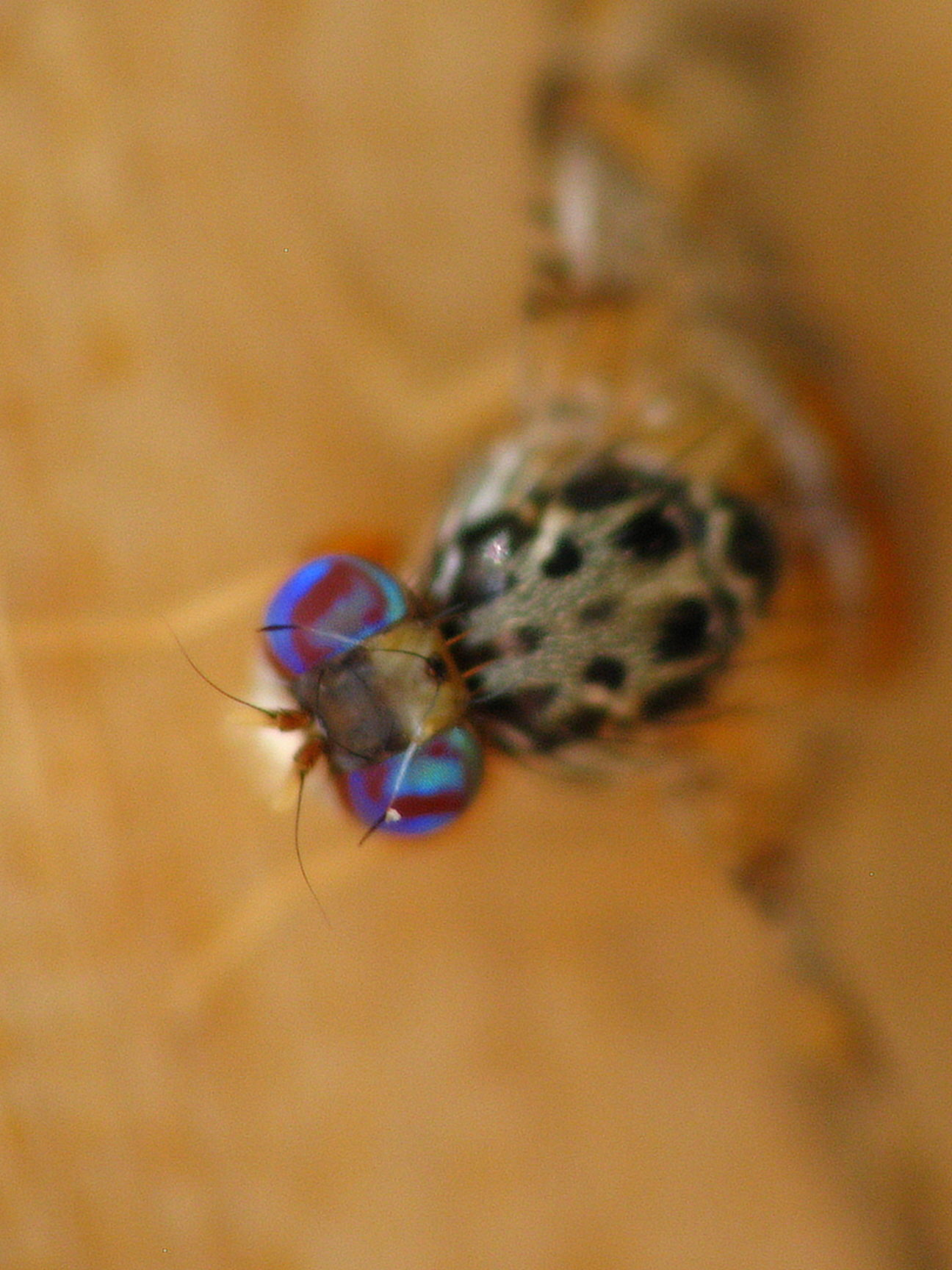
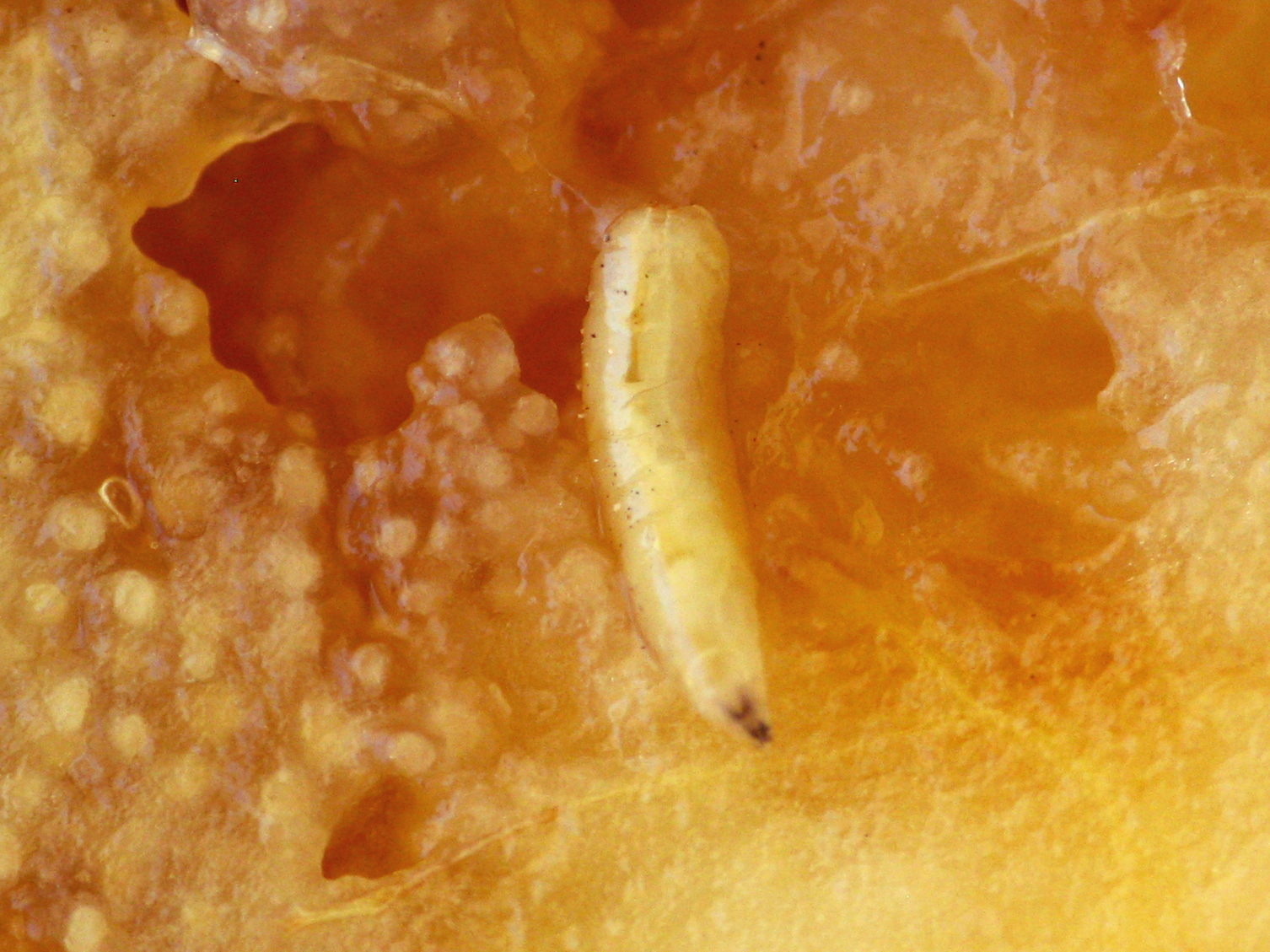
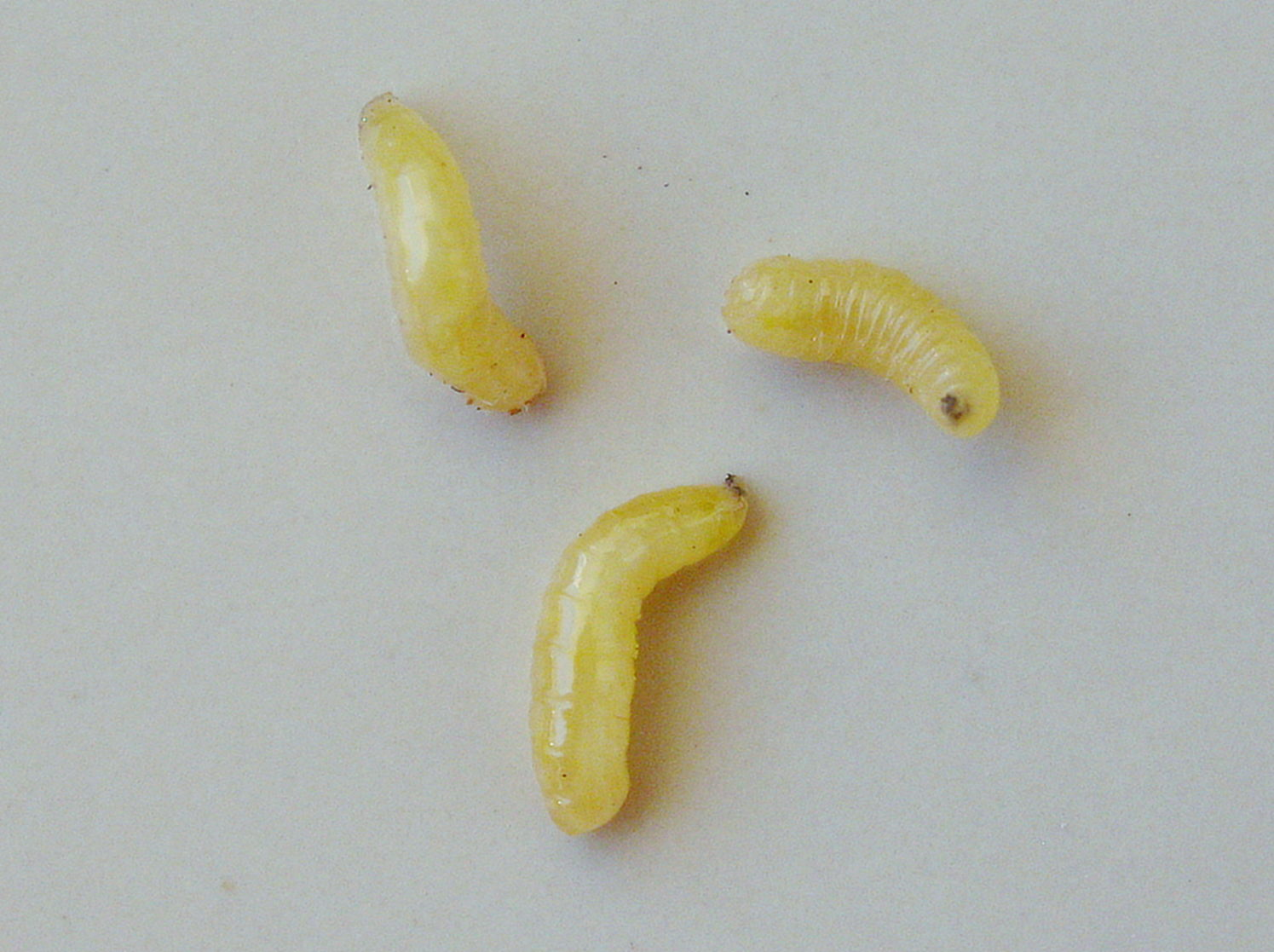
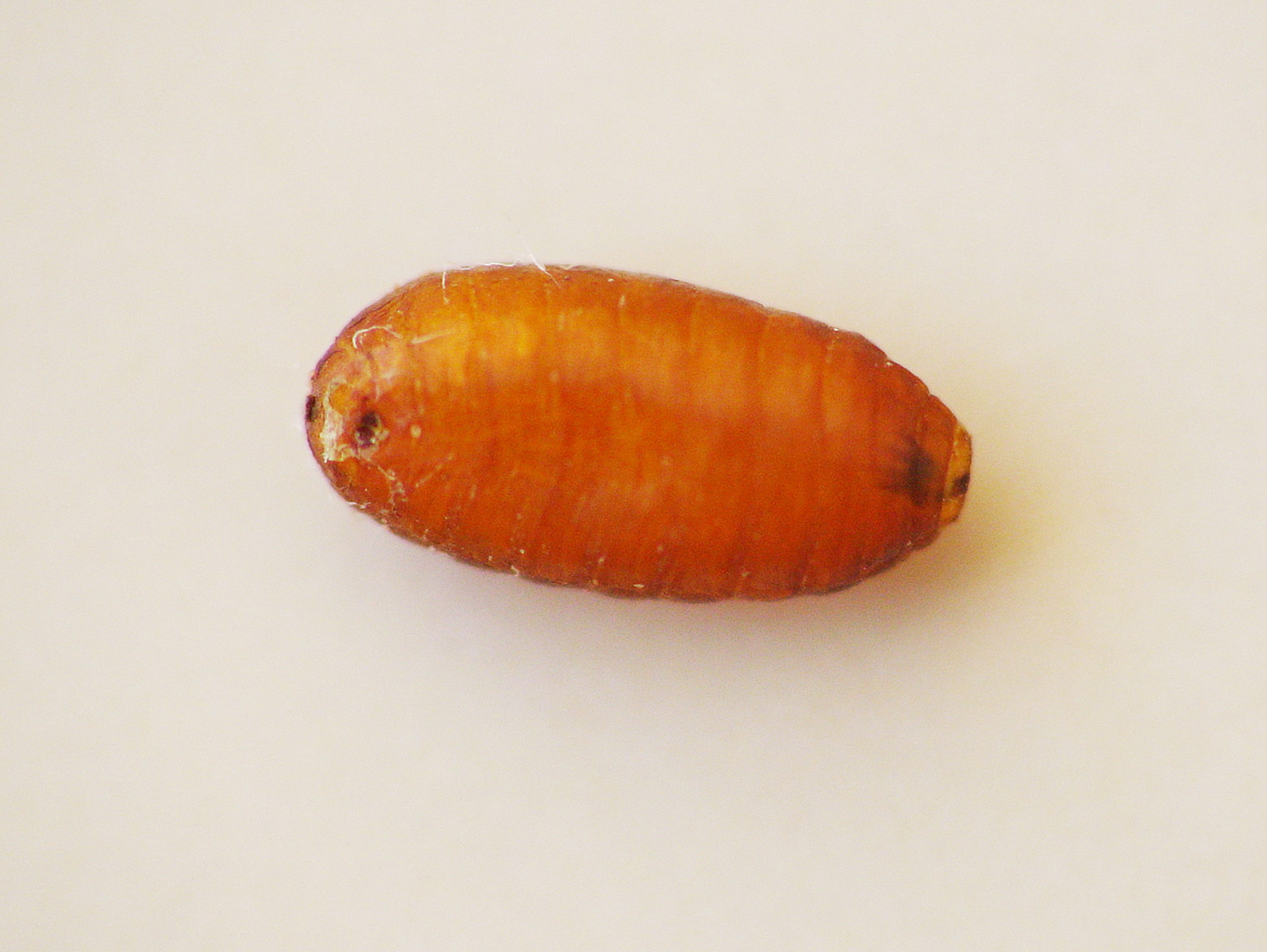
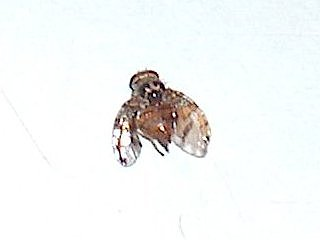

## Dottertaxa tillCeratitis, i alfabetisk ordning[1][2]
- Ceratitis acicularis
- Ceratitis aliena
- Ceratitis andranotobaka
- Ceratitis anonae
- Ceratitis antistictica
- Ceratitis argenteobrunnea
- Ceratitis argenteostriata
- Ceratitis barbata
- Ceratitis brachychaeta
- Ceratitis bremii
- Ceratitis brucei
- Ceratitis caetrata
- Ceratitis capitata
- Ceratitis catoirii
- Ceratitis colae
- Ceratitis connexa
- Ceratitis contramedia
- Ceratitis copelandi
- Ceratitis cornuta
- Ceratitis cosyra
- Ceratitis cristata
- Ceratitis curvata
- Ceratitis cuthbertsoni
- Ceratitis discussa
- Ceratitis ditissima
- Ceratitis divaricata
- Ceratitis dumeti
- Ceratitis ealensis
- Ceratitis edwardsi
- Ceratitis epixantha
- Ceratitis fasciventris
- Ceratitis flava
- Ceratitis flexuosa
- Ceratitis fulicoides
- Ceratitis giffardi
- Ceratitis grahami
- Ceratitis gravinotata
- Ceratitis guttiformis
- Ceratitis hamata
- Ceratitis hancocki
- Ceratitis lentigera
- Ceratitis lepida
- Ceratitis lineata
- Ceratitis lobata
- Ceratitis lunata
- Ceratitis malgassa
- Ceratitis manjakatompo
- Ceratitis marriotti
- Ceratitis melanopus
- Ceratitis millicentae
- Ceratitis mlimaensis
- Ceratitis morstatti
- Ceratitis munroi
- Ceratitis nana
- Ceratitis neostictica
- Ceratitis nigricornis
- Ceratitis obtusicuspis
- Ceratitis oraria
- Ceratitis ovalis
- Ceratitis paracolae
- Ceratitis paradumeti
- Ceratitis pedestris
- Ceratitis penicillata
- Ceratitis pennitibialis
- Ceratitis perisae
- Ceratitis perseus
- Ceratitis pinax
- Ceratitis pinnatifemur
- Ceratitis podocarpi
- Ceratitis punctata
- Ceratitis pycnanthi
- Ceratitis quinaria
- Ceratitis rosa
- Ceratitis roubaudi
- Ceratitis rubivora
- Ceratitis sarcocephali
- Ceratitis scaevolae
- Ceratitis semipunctata
- Ceratitis serrata
- Ceratitis silvestrii
- Ceratitis simi
- Ceratitis stictica
- Ceratitis stipula
- Ceratitis striatella
- Ceratitis sucini
- Ceratitis tananarivana
- Ceratitis tripteris
- Ceratitis turneri
- Ceratitis venusta
- Ceratitis whartoni
- Ceratitis whitei
- Ceratitis zairensis